# Де Бонте, Марк
Марк де Бонте (нидерл. Marc de Bonte; 27 февраля 1990, Тюрнхаут, провинция Антверпен, Бельгия — 5 ноября 2016) — бельгийский боксёр, выступавший в кикбоксинге, тайском боксе и классическом профессиональном боксе, представитель средних и полутяжёлых весовых категорий. Серебряный и бронзовый призёр чемпионатов мира по муай-тай, владел титулом чемпиона мира по версии организации Glory.

## Биография
Активно заниматься кикбоксингом и тайским боксом начал в возрасте шести лет. На любительском уровне выступал под эгидой Международной федерации любительского муай-тая, в частности в 2010 году в категории до 81 кг выиграл бронзовую медаль на чемпионате мира в Бангкоке, тогда как в 2012 году на мировом первенстве в Санкт-Петербурге стал серебряным призёром, проиграв в финале титулованному россиянину Артёму Левину.
Одновременно с любительской карьерой регулярно выступал среди профессионалов, так, уже в восемнадцатилетнем возрасте он выходил на ринг различных бельгийских и голландских промоушенов. Начиная с 2012 года сотрудничал с новообразованной компанией Glory, которая вскоре заслужила репутацию самой сильной и престижной организации кикбоксинга в мире. Дебютировал здесь с поражения, на турнире в Брюсселе во втором раунде пропустил сильный удар коленом от голландца суринамского происхождения Мюртела Гроэнхарта и оказался в нокауте. Затем, тем не менее, выступал довольно успешно, одержал две победы на турнирах в Турции и США, в том числе завоевал титул чемпиона Glory в полусредней весовой категории. Лишился чемпионского титула в июне 2014 года, проиграв единогласным решением судей представителю Канады Джозефу Вальтеллини.
В 2016 году отметился успешным выступлением на турнире китайского промоушена кикбоксинга Kunlun Fight, где техническим нокаутом победил представлявшего Латвию Артура Горлова. По некоторым данным, всего де Бонте провёл в кикбоксинге 95 боёв, из них 84 выиграл (в том числе 20 досрочно), 10 проиграл, в одном случае была зафиксирована ничья. Также известно, что он провёл десять боёв в классическом профессиональном боксе, из которых восемь выиграл, владел титулом чемпиона Люксембурга по боксу.
В ночь с 4 на 5 ноября 2016 года он возвращался на машине с вечеринки, проходившей в его тренировочном зале в городке Бладел. При этом он написал своей девушке, что сначала остановится у приятеля в Тюрнхауте, чтобы выпить, а затем уже поедет к ней в Бест. Однако девушка его так и не дождалась, и на следующей день семья заявила в полицию о пропаже. Его машину вскоре обнаружили недалеко от канала, идущего через Бест, но самого спортсмена, несмотря на интенсивные поиски в Бельгии и Нидерландах, обнаружить долгое время не удавалось. Лишь 24 ноября тело де Бонте было найдено плавающим в канале у города Ойрсот, недалеко от того места, где была найдена его машина. 26 ноября было произведено вскрытие, но точную причину смерти установить так и не удалось.